# Dithmarus
Dithmarus is een geslacht van wantsen uit de familie van de Reduviidae (Roofwantsen). Het geslacht werd voor het eerst wetenschappelijk beschreven door William Lucas Distant in 1904.

## Soorten
Het genus bevat de volgende soorten:

- Dithmarus atromaculatus Distant, 1904
- Dithmarus insularis Miller, 1952
- Dithmarus monticolus Miller, 1952
- Dithmarus montisleonis Miller, 1952
- Dithmarus rhodesianus Miller, 1953